# Rinaldo Rinaldi

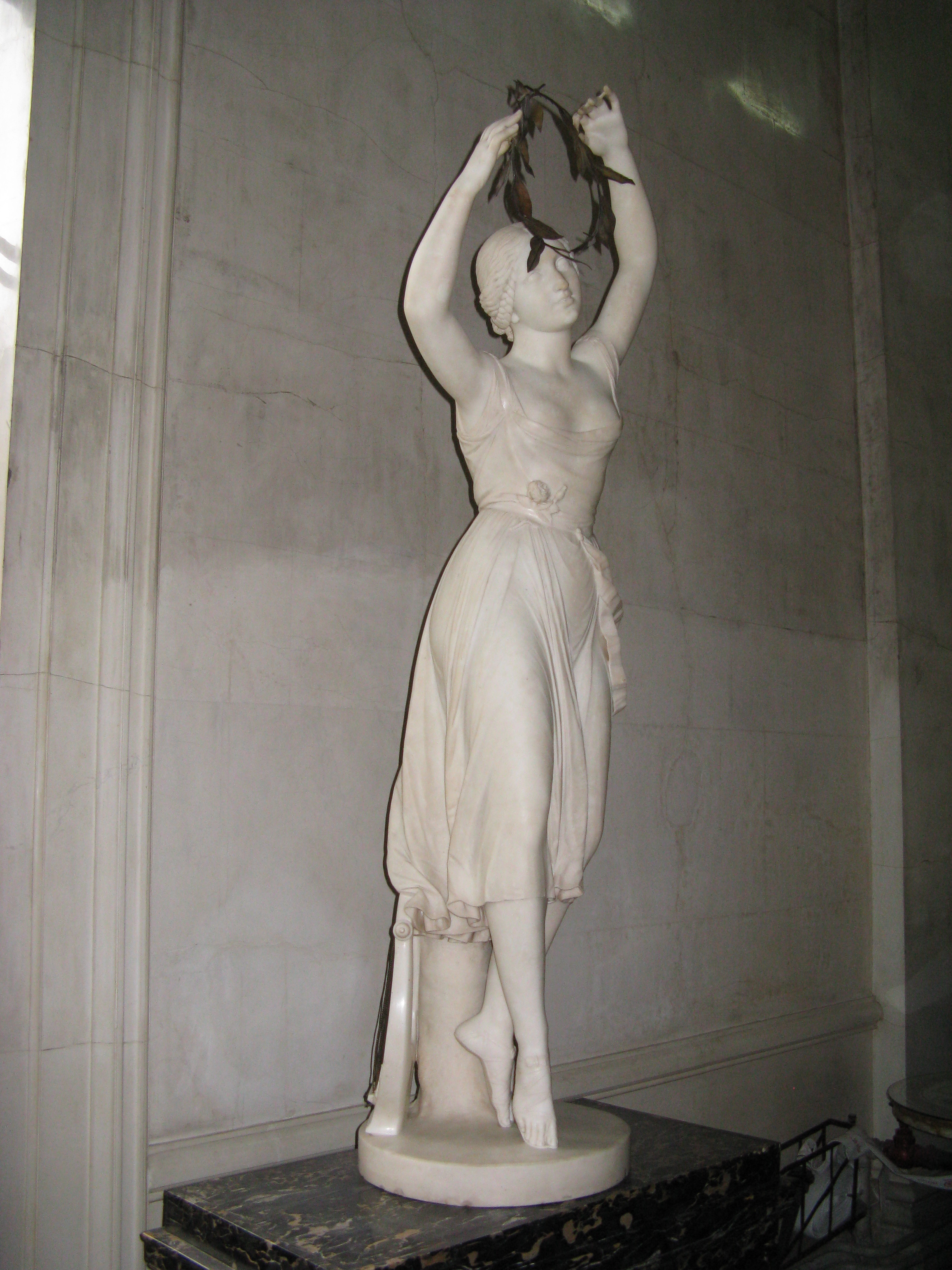
Dansarer, Errimitaget i Sankt Petersburg

Rinaldo Rinaldi, född 13 april 1793 i Padua, död 28 juli 1873 i Rom, var en italiensk skulptör. Han hämtade inspiration från Antonio Canovas verk.